# Петер Ломеєр
Петер Ломеєр (нім. Peter Lohmeyer; 2 січня 1911, Занзібар — 28 травня 2002, Шлезвіг) — німецький офіцер-підводник, корветтен-капітан крігсмаріне, капітан-цур-зее бундесмаріне.

## Біографія
1 квітня 1932 року вступив на флот. Після проходження навчання служив пілотом берегової авіації. З листопада 1939 року — вахтовий офіцер на підводному човні U-19.  З 20 червня по 20 жовтня 1940 року — командир U-19, з 21 жовтня по 31 грудня 1940 року —  U-138, на якому здійснив 1 похід (5 листопада — 1 грудня), з 12 лютого 1941 року — U-651. 12 червня 1941 року вийшов у свій останній похід. 29 червня U-651 був потоплений в Північній Атлантиці південніше Ісландії (59°52′ пн. ш. 18°36′ зх. д.) глибинними бомбами британських есмінців «Малькольм», «Сімітер», корветів «Арабіс» і «Вайолет» та мінним тральщиком «Спідвелл». Всі 45 членів екіпажу врятовані і взяті в полон. 16 липня 1947 року звільнений.
Всього за час бойових дій потопив 2 кораблі загальною водотоннажністю 11 639 тонн.
| Дата           | Назва корабля | Тип               | Тоннаж | Вантаж                                                      | Екіпаж | Загинули | Країна             | Конвой |
| -------------- | ------------- | ----------------- | ------ | ----------------------------------------------------------- | ------ | -------- | ------------------ | ------ |
| 24 червня 1941 | Brockley Hill | Торговий пароплав | 5,297  | 7000 тонн зерна                                             | 42     | 0        | Британська імперія | HX-133 |
| 29 червня 1941 | Grayburn      | Торговий пароплав | 6,342  | 10 570 тонн сталі та брухту і вантажівки як палубний вантаж | 52     | 35       | Британська імперія | HX-133 |

В квітні 1957 року вступив у бундесмаріне. З жовтня 1965 по грудень 1938 року — командир навчального вітрильника «Горх Фок». 31 березня 1969 року вийшов у відставку і став капітаном пасажирського лайнера «Ганзейський», через півтора роки — капітаном лайнера «Гамбург», яким командував протягом трьох років. Після цього в якості почесного капітана неодноразово командував вітрильниками організації Clipper DJS, яка ознайомлює молодь з традиційним вітрильним спортом.

## Звання
- Кандидат в офіцери (1 квітня 1932)
- Морський кадет (4 листопада 1932)
- Фенріх-цур-зее (1 квітня 1934)
- Оберфенріх-цур-зее (1 вересня 1935)
- Лейтенант-цур-зее (1 січня 1936)
- Оберлейтенант-цур-зее (1 жовтня 1937)
- Капітан-лейтенант (1 жовтня 1939)
- Корветтен-капітан (1 вересня 1944)

## Нагороди
- Медаль «За вислугу років у Вермахті» 4-го класу (4 роки)
- Нагрудний знак пілота
- Нагрудний знак підводника
- Орден «За заслуги перед Федеративною Республікою Німеччина», офіцерський хрест